# Cristian Makaté
Cristian Makaté Bokoya (21 september 2002) is een Equatoriaal-Guinees-Spaans voetballer die sinds 2022 onder contract ligt bij Union Sint-Gillis.

## Carrière
Makaté werd geboren in Equatoriaal-Guinea, maar groeide op in Spanje. Hij genoot een deel van zijn jeugdopleiding bij RCD Mallorca. In het seizoen 2020/21 kwam hij met het B-elftal van Mallorca uit in de Tercera División. In de eerste helft van het seizoen 2021/22 speelde hij voor CF Platges de Calvià, een club van het eiland Mallorca die na de competitiehervorming van 2021 werd onderverdeeld in de Tercera Federación RFEF. In de tweede helft van het seizoen kwam hij uit voor GSD Ambrosiana, een club uit de Serie D.
In de zomer van 2022 tekende Makaté bij de Belgische eersteklasser Union Sint-Gillis, waar hij aanvankelijk voor het tweede elftal voetbalde. In het seizoen 2022/23 scoorde hij vijftien competitiedoelpunten in de Tweede afdeling, mede dankzij een vierklapper tegen Stade Waremmien op de slotspeeldag. In het seizoen 2023/24 had hij dat aantal van vijtien competitiegoals na 23 speeldagen al geëvenaard. In april 2024 ondertekende Makaté een profcontract dat hem tot 2026 aan Union bond.
Op 30 oktober 2024 maakte Makaté zijn officiële debuut voor het eerste elftal van Union: in de bekerwedstrijd tegen KAS Eupen (0-3-winst) liet trainer Sébastien Pocognoli hem op het uur invallen voor Kevin Rodríguez. Het bleef zijn enige officiële optreden van het seizoen voor Union, dat zich dat seizoen voor het eerst in 90 jaar tot landskampioen kroonde. Bij de beloftenploeg van Union, die in 2024 naar Eerste nationale promoveerde, was Makaté in het seizoen 2024/25 goed voor twintig competitiedoelpunten. Het leverde hem na afloop van het seizoen een contractverlenging tot 2029 en een overheveling naar de A-kern op.

## Clubstatistieken
| Seizoen         | Club                  | Land            | Competitie            | Competitie | Competitie | Beker | Beker | Supercup | Supercup | Europees | Europees | Totaal | Totaal |
| Seizoen         | Club                  | Land            | Competitie            | Wed.       | Dlp.       | Wed.  | Dlp.  | Wed.     | Dlp.     | Wed.     | Dlp.     | Wed.   | Dlp.   |
| --------------- | --------------------- | --------------- | --------------------- | ---------- | ---------- | ----- | ----- | -------- | -------- | -------- | -------- | ------ | ------ |
| 2022/23         | Union Sint-Gillis U23 | Vlag van België | Tweede afdeling       | 24         | 15         | —     | —     | —        | —        | —        | —        | 24     | 15     |
| 2023/24         | Union Sint-Gillis U23 | Vlag van België | Tweede afdeling       | 30         | 18         | —     | —     | —        | —        | —        | —        | 30     | 18     |
| 2024/25         | Union Sint-Gillis U23 | Vlag van België | Eerste nationale ACFF | 28         | 20         | —     | —     | —        | —        | —        | —        | 28     | 20     |
| 2024/25         | Union Sint-Gillis     | Vlag van België | Eerste klasse A       | 0          | 0          | 1     | 0     | 0        | 0        | 0        | 0        | 1      | 0      |
| Carrière totaal | Carrière totaal       | Carrière totaal | Carrière totaal       | 82         | 53         | 1     | 0     | 0        | 0        | 0        | 0        | 83     | 53     |

Bijgewerkt op 22 juli 2025.

## Interlandcarrière
Makaté maakte op 22 maart 2024 zijn interlanddebuut voor Equatoriaal-Guinea in een vriendschappelijke interland tegen Cambodja (2-0-winst).
| Interlands van Cristian Makaté   | Interlands van Cristian Makaté   | Interlands van Cristian Makaté   | Interlands van Cristian Makaté   | Interlands van Cristian Makaté   | Interlands van Cristian Makaté   | Interlands van Cristian Makaté   |
| No.                              | Datum                            | Wedstrijd                        | Uitslag                          | Soort Wedstrijd                  | Doelpunten                       |                                  |
| Als speler bij Union Sint-Gillis | Als speler bij Union Sint-Gillis | Als speler bij Union Sint-Gillis | Als speler bij Union Sint-Gillis | Als speler bij Union Sint-Gillis | Als speler bij Union Sint-Gillis | Als speler bij Union Sint-Gillis |
| -------------------------------- | -------------------------------- | -------------------------------- | -------------------------------- | -------------------------------- | -------------------------------- | -------------------------------- |
| 1.                               | 22 maart 2024                    | Equatoriaal-Guinea – Cambodja    | 2 – 0                            | Vriendschappelijk                | -                                |                                  |
| 2.                               | 25 maart 2024                    | Kaapverdië – Equatoriaal-Guinea  | 1 – 0                            | Vriendschappelijk                | -                                |                                  |
| Totaal                           | Totaal                           | Totaal                           | Totaal                           | Totaal                           | -                                |                                  |

Bijgewerkt tot 12 april 2024
1 Chambaere ·
4 Rasmussen ·
5 Mac Allister ·
6 Van De Perre ·
7 Kabangu ·
8 Lazare ·
9 Ivanović ·
10 El Hadj ·
11 Teklab ·
12 David ·
13 Rodríguez ·
14 Imbrechts ·
15 Traoré ·
16 Burgess  ·
19 François ·
21 Castro-Montes ·
23 Boufal ·
24 Vanhoutte ·
25 Khalaili ·
26 Sykes ·
48 Leysen ·
77 Fuseini ·
85 Dony ·
Coach: Pocognoli
· Assistent-coach: Meert
· Assistent-coach: Kopyt
· Keeperstrainer: Hermans